# Aechmea politii
Espèce
Classification phylogénétique
Aechmea politii est une espèce de plante de la famille des Bromeliaceae, endémique du Venezuela.